# Уильямс, Джоди (легкоатлетка)
Джоди Алисия Уильямс (англ. Jodie Alicia Williams; род. 28 сентября 1993, Уэлин-Гарден-Сити, Хартфордшир) — английская легкоатлетка, специализирующаяся в беге на короткие дистанции. Чемпионка Европы 2014 года в эстафете 4×100 метров. Участница Олимпийских игр 2016 и 2020 годов.

## Биография и карьера
Джоди дебютировала на международной арене в 2009 году, победив на чемпионате мира среди юношей в Брессаноне на дистанциях 100 и 200 метров. В 2010 году она выиграла чемпионат мира среди юниоров на дистанции 100 метров. В 2011 году на чемпионате Европы среди юниоров Джоди выиграла дистанции 100 и 200 метров, а также была удостоена премии «Восходящая звезда европейской атлетики». В 2013 году она победила на дистанции 200 метров на чемпионате Европы среди молодёжи. В 2014 году в составе команды Великобритании победила в эстафете 4×100 метров на чемпионате Европы.
На чемпионате Европы в помещении в польском Торуне в марте 2021 года завоевала бронзовую медаль на дистанции 400 метров с результатом 51,73.
На Олимпийских играх в Токио в финале дистанции 400 метров Уильямс заняла шестое место повторением личного рекорда (49,97), установленного там же в Токио в полуфинальном забеге. Уильямс была единственной европейской бегуньей, вышедшей в финал. В составе сборной Великобритании заняла пятое место в эстафете 4×400 метров.

## Основные результаты
| Год  | Соревнования                    | Место проведения         | Место   | Дистанция | Результат |
| ---- | ------------------------------- | ------------------------ | ------- | --------- | --------- |
| 2009 | Чемпионат мира среди юношей     | Брессаноне, Италия       | 1       | 100 м     | 11,39     |
| 2009 | Чемпионат мира среди юношей     | Брессаноне, Италия       | 1       | 200 м     | 23,08     |
| 2010 | Чемпионат мира среди юниоров    | Монктон, Канада          | 1       | 100 м     | 11,40     |
| 2010 | Чемпионат мира среди юниоров    | Монктон, Канада          | 2       | 200 м     | 23,19     |
| 2010 | Чемпионат мира среди юниоров    | Монктон, Канада          | —       | 4х100 м   | DNF       |
| 2011 | Чемпионат Европы в помещении    | Париж, Франция           | 4       | 60 м      | 7,21      |
| 2011 | Чемпионат Европы среди юниоров  | Таллин, Эстония          | 1       | 100 м     | 11,18     |
| 2011 | Чемпионат Европы среди юниоров  | Таллин, Эстония          | 1       | 200 м     | 22,94     |
| 2011 | Чемпионат Европы среди юниоров  | Таллин, Эстония          | 3       | 4х100 м   | 45,00     |
| 2012 | Чемпионат мира в помещении      | Стамбул, Турция          | 16 (sf) | 60 м      | 7,32      |
| 2013 | Чемпионат Европы среди молодёжи | Тампере, Финляндия       | 2       | 100 м     | 11,42     |
| 2013 | Чемпионат Европы среди молодёжи | Тампере, Финляндия       | 1       | 200 м     | 22,92     |
| 2013 | Чемпионат Европы среди молодёжи | Тампере, Финляндия       | 2       | 4х100 м   | 43,83     |
| 2013 | Чемпионат мира                  | Москва, Россия           | (sf)    | 200 м     | 23,21     |
| 2014 | Игры Содружества                | Глазго, Шотландия        | 2       | 200 м     | 22,50     |
| 2014 | Игры Содружества                | Глазго, Шотландия        | 3       | 4х100 м   | 43,10     |
| 2014 | Чемпионат Европы                | Цюрих, Швейцария         | 2       | 200 м     | 22,46     |
| 2014 | Чемпионат Европы                | Цюрих, Швейцария         | 1       | 4х100 м   | 42,25 NR  |
| 2015 | Чемпионат мира                  | Пекин, Китай             | 4       | 4х100 м   | 42,10     |
| 2016 | Летние Олимпийские игры         | Рио-де-Жанейро, Бразилия | 22 (sf) | 200 м     | 22,99     |